# Eupithecia nova
Eupithecia nova là một loài bướm đêm trong họ Geometridae.